# A magas szőke férfi visszatér
A magas szőke férfi visszatér (eredeti cím: Le retour du grand blond) 1974-ben bemutatott francia filmvígjáték, kémparódia. Rendezője Yves Robert. A főszerepben Pierre Richard látható. Az 1972-es Magas szőke férfi felemás cipőben folytatása.
Magyarországi bemutató: 1977. április 21.

## Rövid történet
Egy hegedűművészt összetévesztenek egy kémmel, ezért meg akarják ölni, azonban ez sehogy sem sikerül.

## Cselekmény
Mindössze három hónap telt el az előző kalandok óta. Toulouse ezredesnek (Jean Rochefort) bizonyítania kell az újonnan kinevezett belügyminiszter (Jean Bouise) előtt, hogy a Magas szőke a legnagyobb szuperügynök, nem pedig egy véletlenül kiválasztott civil (ahogy valójában van). A bizonyítást azonban úgy képzeli el, hogy a Magas szőkét (Pierre Richard) megöleti Rio de Janeiróban, ahol jelenleg a barátnőjével tartózkodik. Két emberét, Hamut és Pipőkét odaküldi, hogy intézzék el a Magas szőkét, közben megrendezik Franciaországban a temetését, post mortem megkapja a Francia Becsületrendet. François Perrin (a Magas szőke) azonban nem hal meg, de az egyik ügynök megsérül. Mivel az új belügyminiszter (Jean Bouise) szeretne találkozni a szuperügynökkel, és tudomására jut, hogy „álcázásból” a következő héten Párizsban ad koncertet, ezért akkor szeretne megismerkedni vele.
François Christine-nel van Rióban, akit Toulouse utasítására elrabolnak, hogy François eljátszhassa az ügynök szerepét a belügyminiszter embere előtt.

## Szereposztás
| Szerep                                       | Színész           | Magyar hangja (1. szinkron) |
| -------------------------------------------- | ----------------- | --------------------------- |
| François Perrin hegedűs                      | Pierre Richard    | Tahi Tóth László            |
| Toulouse ezredes                             | Jean Rochefort    | Kálmán György               |
| Christine, Perrin barátnője                  | Mireille Darc     | Káldy Nóra                  |
| Maurice Lefebvre, Perrin barátja             | Jean Carmet       | Körmendi János              |
| Paulette Lefebvre                            | Colette Castel    | Telessy Györgyi             |
| Perrache, Toulouse embere                    | Paul Le Person    | Avar István                 |
| Belügyminiszter                              | Jean Bouise       | Csákányi László             |
| Cambrai kapitány, a belügyminiszter jobbkeze | Michel Duchaussoy | Sinkó László                |
| Hamu, bérgyilkos                             | Hervé Sand        | Láng József                 |
| Pipőke, bérgyilkos                           | Henri Guybet      | Zana József                 |
| Karmester (kámeoszerep)                      | Yves Robert       | ?                           |

## Forgatási helyszínek
- Rio de Janeiro,
- Párizs.

## Fordítás
- Ez a szócikk részben vagy egészben  a   The Return of the Tall Blond Man with One Black Shoe című angol Wikipédia-szócikk fordításán alapul.  Az eredeti cikk szerkesztőit annak laptörténete sorolja fel. Ez a jelzés csupán a megfogalmazás eredetét és a szerzői jogokat jelzi, nem szolgál a cikkben szereplő információk forrásmegjelöléseként.